# Polanco del Yi
Polanco del Yi és una entitat de població de l'Uruguai, ubicada al nord del departament de Florida, limítrof amb Durazno. Té una població aproximada de 509 habitants, segons les dades del cens del 2004.
Es troba a 99 metres sobre el nivell del mar.